# Coustouges
Coustouges (em catalão:  Costoja) é uma comuna francesa na região administrativa da Occitânia, no departamento dos Pirenéus Orientais. Estende-se por uma área de 16.86 km², e possui 93 habitantes, segundo o censo de 2018, com uma densidade de 5.5 hab/km².